# Macrosiphum tenuicauda
Macrosiphum tenuicauda är en insektsart. Macrosiphum tenuicauda ingår i släktet Macrosiphum och familjen långrörsbladlöss. Inga underarter finns listade i Catalogue of Life.